# المملكة الليبية
المملكة الليبية تأسست بعد استقلال ليبيا في 24 ديسمبر 1951 وعاصمتها مدينتي طرابلس وبنغازي حتى عام 1963، ثم البيضاء من 1963 حتى 1969 دون أن توثق رسميا في الدستور كعاصمة. سميت في البداية باسم المملكة الليبية المتحدة حتى 26 أبريل 1963 حين عُّدل إلى «المملكة الليبية» وذلك بعد إلغاء النظام الاتحادي الذي كان يجمع بين الولايات الليبية الثلاث طرابلس، برقة وفزان. واستمرت تلك المملكة حتى الانقلاب الذي قاده معمر القذافي في 1 سبتمبر 1969 والذي أنهى حكم الملك إدريس الأول وإلغاء الملكية وإنشاء الجمهورية العربية الليبية.

## التاريخ
رغم هزيمة إيطاليا في الحرب العالمية الثانية إلا أنه من الناحية القانونية كانت تتمتع بالسيادة على جميع مستعمراتها السابقة ومنها ليبيا ولم توقع معاهدة الصلح بين إيطاليا ودول الحلفاء إلا في سبتمبر 1947 وتركت قضية التصرف في المستعمرات الإيطالية للدول الأربع الكبرى التي وقعت معاهدة الصلح مع إيطاليا. فوقعت برقة وطرابلس في الفترة من 1943 حتى 1951 تحت الإدارة البريطانية، بينما خضعت فزان للسيطرة الفرنسية ذلك وفقا لمعاهدة السلام 1947 حيث تخلّت إيطاليا عن جميع مطالباتها بليبيا. وقد كان هناك تنافس شديد بين الولايات المتحدة وبريطانيا والاتحاد السوفيتي وفرنسا جعل من المستحيل الوصول إلى اتفاق يحسم مسألة الوصاية على ليبيا ومن أجل ذلك أحال الأربع الكبار مسألة ليبيا في سبتمبر 1948 على الأمم المتحدة وبدأت مناقشتها في أبريل 1949.
وفي هذه الأثناء ظهر مشروع بيفن سفورزا وهو اتفاق سرّي كان قد جرى بين وزير خارجية بريطانيا أرنست بيفن ووزير خارجية إيطاليا كارلو سفورزا وفيه تم الاتفاق بين الدولتين في أن ليبيا تحصل على استقلالها بعد عشر سنوات على أن توضع أقاليم ليبيا الثلاث خلال هذه الفترة تحت وصاية دولية تتولى بريطانيا الوصاية على برقة وتتولى إيطاليا بموجبها إدارة طرابلس وتتولى فرنسا إدارة فزان. وقدّم المشروع للأمم المتحدة للتصويت عليه أمام الجمعية العامة في 17 مايو 1949 ولتمرريه كان يتطلب موافقة ثلثي الأعضاء الحاضرين وعددهم 58 دولة. ونجح أحد أعضاء الوفد الليبي في كسب تأييد ممثل دولة هايتي لدى الأمم المتحدة وكان صوته هو المرجح الذي أدى إلى سقوط المشروع.
ثم في 21 نوفمبر 1949 تبنت الجمعية العامة للأمم المتحدة قرارا اقترحته وفود الهند والعراق وباكستان والولايات المتحدة ينص أن ليبيا يجب أن تصبح مستقلة قبل 1 يناير 1952. فصوت لصالح القرار 48 صوتا ومعارضة الحبشة وغياب تسع دول منها فرنسا وخمس دول شيوعية.

وقد نص القرار على أن يوضع للدولة الجديدة في أثناء ذلك دستور تقرره جمعية وطنية تضم ممثلين عن الأقاليم الثلاثة بالتشاور فيما بينهم كهيئة واحدة، كما نص القرار على تعيين مفوض خاص من الأمم المتحدة للمساعدة في صياغة الدستور وإنشاء حكومة مستقلة. فكان الدستور الليبي الذي اعتمد بقرار من الجمعية الوطنية وصدر بتاريخ 7 أكتوبر 1951 الموافق 6 محرم 1371هـ "
وفي 24 ديسمبر 1951 أعلنت ليبيا استقلالها تحت اسم المملكة الليبية المتحدة بنظام ملكي دستوري وراثي. وقد أقرّت الدستور «الجمعية الوطنية الليبية» بمدينة بنغازي في 6 محرم 1371 هـ الموافق 7 أكتوبر 1951.

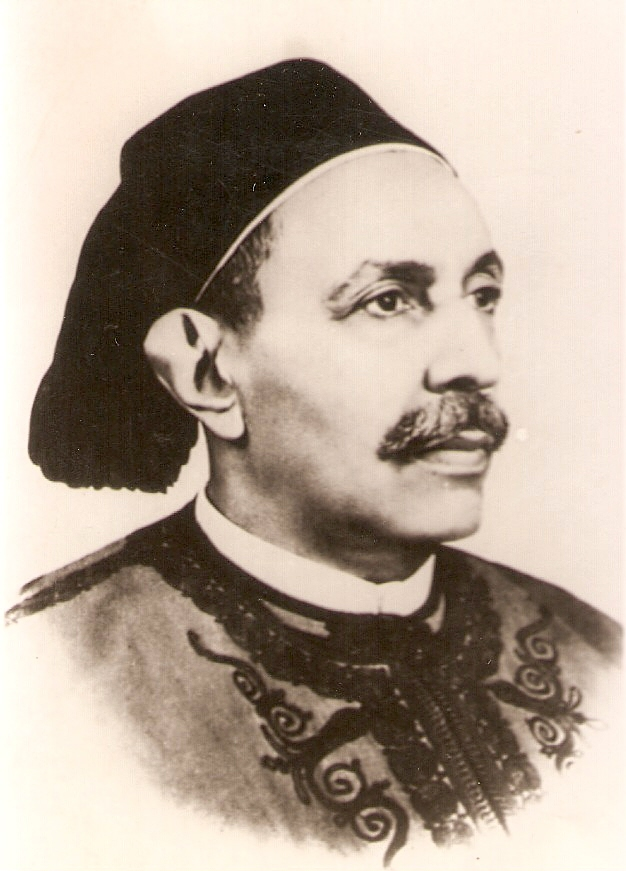
الملك ادريس الأول

### أحداث 1964

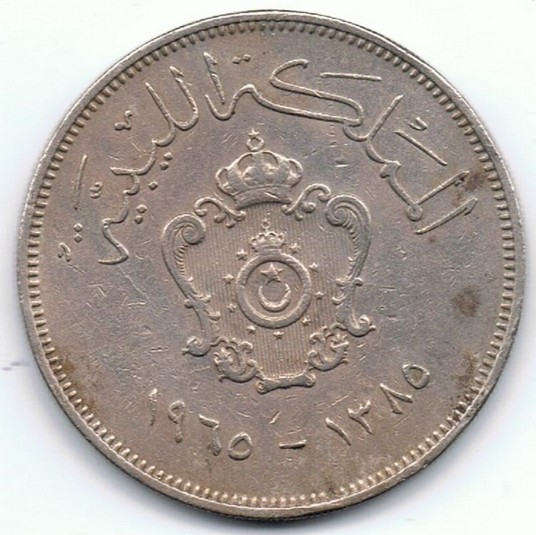
عملة من فئة المائة مليم عليها شعار المملكة الليبية

في يناير 1964 لم يتمكن الملك إدريس من حضور مؤتمر القمة العربي بالقاهرة لأسباب صحية، وتقرر أن ينوب عنه كل من وليّ العهد وفكيني. وفي نفس الفترة اندلعت في ليبيا مظاهرات طلابية موالية للرئيس عبد الناصر، عزاها كثير من الليبيّين إلى وجود تحريض مصري. وكان الملك في طرابلس وقتذاك، فتجمع المتظاهرون خارج القصر وهم يهتفون بشعارات تمجد عبد الناصر فيما تعبر عن العداء تجاه الملك إدريس. كما وقعت مصادمات مع الشرطة جرح خلالها عدد من الطلبة المتظاهرين. واعتبر رئيس الوزراء مقصراً لأنه لم يكن حازماً بما فيه الكفاية لمواجهة مثل ذلك التهديد الخطير للأمن العام، بل إن بعض تصريحاته خلال الأزمة بدت تنم عن الخنوع لتأثير الجمهورية العربية المتحدة.

### انقلاب 1969 ونهاية الملكية
انتهت الملكية في ليبيا في 1 سبتمبر 1969 عند قيام مجموعة من ضباط الجيش بقيادة معمر القذافي بانقلاب ضد حكومة الملك إدريس عندما كان في تركيا في رحلة علاج. وألقى ضباط من الجيش الليبي القبض على رئيس أركان الجيش ورئيس جهاز أمن المملكة.
كان الملك قد قرر التخلي عن العرش لولي عهده الأمير الحسن الرضا وذلك عند وجوده في تركيا للاستشفاء بوثيقة مؤرخة في 4 أغسطس 1969 على أن يبدأ سريان مفعولها في 2 سبتمبر 1969 وذلك بسبب كبر سنه، ولكن الانقلاب استبق ذلك بيوم. وبعد الإطاحة بالنظام الملكي تغيّر اسم المملكة الليبية إلى الجمهورية العربية الليبية.
يعتقد أن الرئيس التونسي الراحل الحبيب بورقيبة إلى إمكانية حدوث انقلاب -الذي أتى بالقذافي إلى الحكم- حين طلب من السفير الليبي في تونس في مطلع سنة 1969 نقل رسالة عاجلة إلى الملك إدريس السنوسي فحواها أن ليبيا تشكو من فراغات ثلاثة، فراغ ديمغرافي وفراغ ثقافي وفراغ سياسي، وذلك قبل أربعة أشهر من حدوث الانقلاب الذي أطاح بالملك.

## الحكومة
المملكة الليبية كانت مملكة دستورية اتحادية (بين عامي 1951 - 1963) يشكل الملك رأس النظام الإتحادي الملكي، وهو الذي يعين ولي العهد كخلف له. وعلى إثر ذلك ظهرت مع الملك قوة سياسية يعتد بها، ويتألف الجهاز التنفيذي للحكومة من رئيس مجلس الوزراء ومجلس وزراء يعينه الملك ولكنه مسؤول أمام مجلس الأمة الذي يتكون من مجلسين: مجلس الشيوخ ومجلس النواب.

### مجلس الشيوخ
يتألف مجلس الشيوخ من ثمانية ممثلين عن كل من الولايات الثلاث، أي أربعة وعشرين عضوا يعينهم الملك. ويعين الملك رئيس مجلس الشيوخ، وينتخب المجلس وكيلين وتعرض نتيجة الانتخاب على الملك للتصديق عليها ويكون تعيين الرئيس وانتخاب الوكيلين لمدة سنتين ويجوز إعادة تعيين الرئيس وانتخاب الوكيلين. مدة العضوية في مجلس الشيوخ ثماني سنوات، ويجدد اختيار نصف الشيوخ كل أربع سنوات، ومن انتهت مدته من الأعضاء يجوز إعادة تعيينه. وللملك الحق في الاعتراض على التشريعات.

### مجلس النواب
ينتخب شعبياً، ويحددعدد اعضائه بنسبة نائب واحد، عن كل عشرين الفا من الاهالي، علي ألا يقل عدد النواب في اية ولاية عن خمسة أعضاء.حتي يتم احصاء عام للسكان في ليبيا، تم تكوينه من خمسة وخمسين عضواً.
خمسة عشر عضواً عن برقة
خمسة وثلاثين عضواًعن طرابلس
خمسة أعضاء عن فزان
ومدة عضوية مجلس النواب اربع سنوات مالم يحل قبل ذلك.
وجرت الانتخابات العامة لمجلس الامة يوم 19فبراير 1952م، وعقدت اولي جلساته في مدينة بنغازي يوم 25مارس1952م.

### مجلس الوزراء
يعتبر الملك هو المسؤول عن تعيين وإقالة رئيس الوزراء. كما أنه يعين ويرفض أي وزير حسب طلب رئيس الوزراء. ومجلس الوزراء هو المسؤول في توجيه الشؤون الداخلية والخارجية للدولة وهو محاسب أمام مجلس النواب. وبمجرد خروج رئيس الوزراء من منصبه فإن هذا يؤدى في إقالة جميع الوزراء الذين معه.

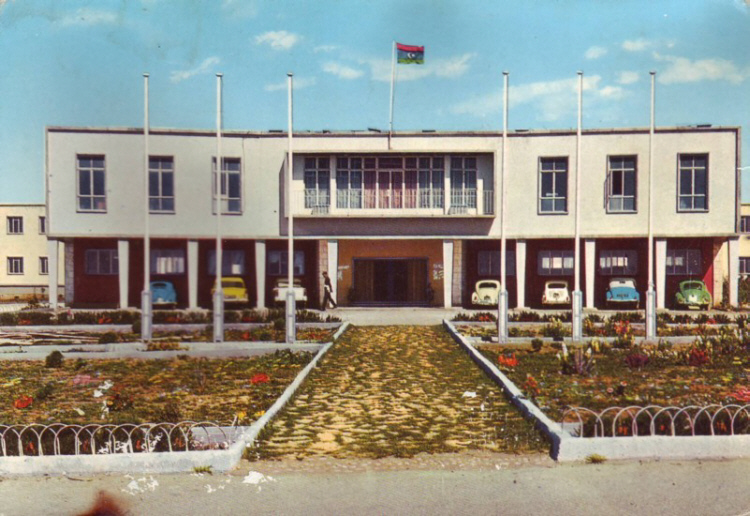
رئاسة الوزراء بمدينة البيضاء في 1965.

تشكلت في العهد الملكي 11 حكومة خلال 18 عاما. وهذا جدول بالحكومات الليبية التي ترأست السلطة التنفيذية:
- حكومة محمود المنتصر عام 1951-1954
- حكومة محمد الساقزلى عام 1954
- حكومة مصطفى بن حليم 1954-1957
- حكومة عبد المجيد كعبار 1957-1960
- حكومة محمد عثمان الصيد 1960-1963
- حكومة محي الدين فكيني 1963-1964
- حكومة محمود المنتصر 1964-1965
- حكومة حسين مازق 1965-1967
- حكومة عبد القادر البدري 1967
- حكومة عبد الحميد البكوش 1967-1968
- حكومة ونيس القذافي 1968-1969

## السياسية
هناك عدة عوامل متجذرة في تاريخ ليبيا أثرت على التطور السياسي لهذا البلد الوليد، حيث تعكس التوجهات السياسية المختلفة للأقاليم وغموض النظام الملكي الليبي. الأولى: بعد الانتخابات العامة الأولى التي جرت في 19 فبراير 1952 حيث ألغيت الأحزاب السياسية، وهُزٍم حزب المؤتمر الوطني الذي قام بحملة ضد تشكيل حكومة فيدرالية في جميع أنحاء البلاد. فكان أن حظر هذا الحزب ورُحل بشير السعداوي. ثانيا: اضحت العلاقات بين الأقاليم أكثر أهمية العلاقة الوطن، فاستمرت الحكومة الاتحادية مع حكومات المقاطعات في نزاع حول مجالات سلطة كل منها. أما المشكلة الثالثة فاستمدت من عدم وجود وريث مباشر للعرش. لتصحيح هذا الوضع فقد عين إدريس سنة 1953 أخاه ذو الستون عاما لخلافته، ثم وبعد وفاة ولي العهد عين الملك ابن أخيه الأمير حسن الرضا خلفا له.

### السياسة الخارجية

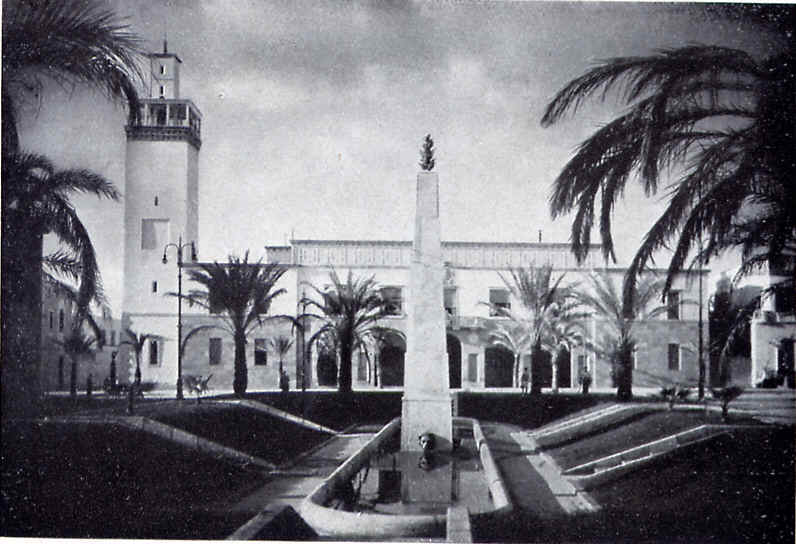
قصر المنار الملكي في بنغازي، حيث الآن الجامعة الليبية تأسست بموجب مرسوم ملكي سنة 1955

حافظت ليبيا في سياستها الخارجية على موقفها الصديق للغرب وعُرف عنها انها تنتمي لكتلة المحافظين التقليديين في جامعة الدول العربية، التي أصبحت عضوا فيه سنة 1953. وفي ذات السنة أبرمت ليبيا معاهدة صداقة وتحالف مع بريطانيا لمدة عشرين عاما حيث حصلت بموجبها على مساعدات مالية وعسكرية مقابل بناء قواعد عسكرية فيها.

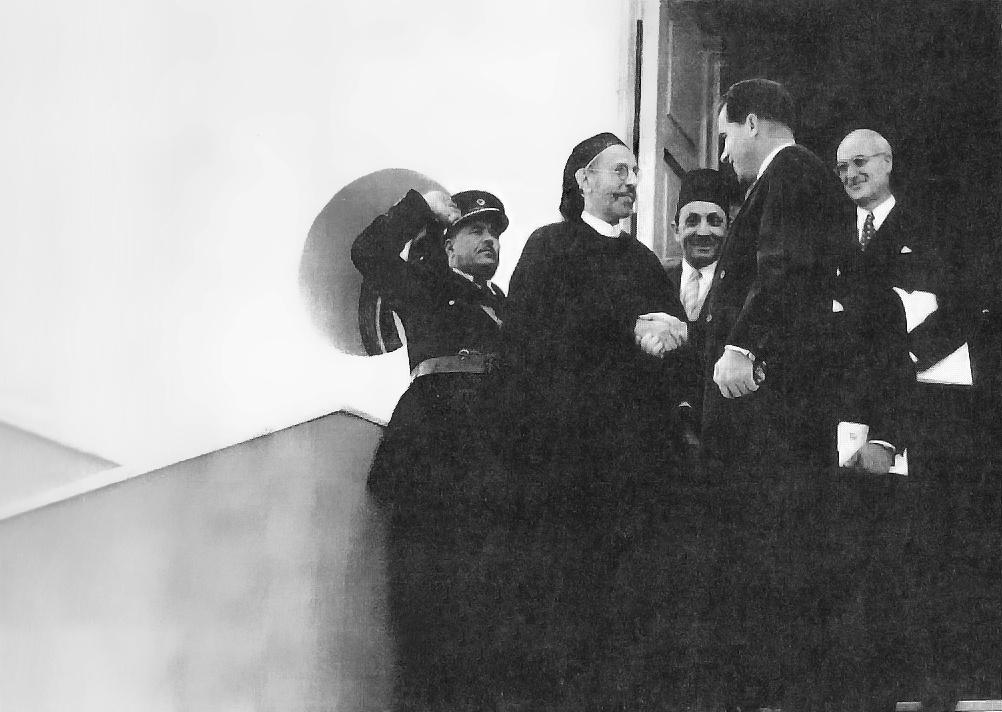
الملك ادريس مع ريتشارد نيكسون نائب الرئيس الأمريكي في مارس 1957. سعت ليبيا إلى علاقات ودية مع الغرب.

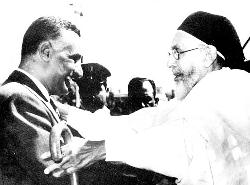
الملك ادريس في لقاء مع عبد الناصر في مصر.

في نطاق الشؤون الإقليمية، استفادت ليبيا من عدم وجود نزاعات حدودية متفاقمة مع جيرانها. ثم انها كانت إحدى الأعضاء الثلاثين المؤسسين لمنظمة الوحدة الأفريقية التي أنشئت في 1963، وشاركت في نوفمبر 1964 مع المغرب والجزائر وتونس في تشكيل لجنة استشارية مشتركة تهدف إلى التعاون الاقتصادي بين دول شمال أفريقيا. ومع أنها من أشد المؤيدين للقضايا العربية، بما في ذلك حركات الاستقلال في المغرب والجزائر، إلا أن نشاط ليبيا لم يكن قويا في النزاع العربي الإسرائيلي أو السياسات المضطربة بين الدول العربية خلال الخمسينات وأوائل الستينات.
وبينما شعار القومية العربية التي طرحه الرئيس المصري جمال عبد الناصر يتزايد تأثيره خاصة في جيل الشباب. فقد كانت له استجابة على التحريض المعادي للغرب سنة 1964، حيث طلبت الحكومة الليبية الموالية للغرب إجلاء القواعد البريطانية والأمريكية قبل موعدها المحدد في المعاهدات. في الواقع فقد سحبت معظم القوات البريطانية في 1966، إلا أنه لم يكتمل اخلاء المنشآت العسكرية الأجنبية بما فيها قاعدة ويلوس الجوية حتى مارس 1970.
أثارت حرب 1967 بين العرب وإسرائيل رد فعل قوي في ليبيا لا سيما في طرابلس وبنغازي، حيث شارك الطلبة وعمال النفط وأحواض السفن في مظاهرات عنيفة. وتعرضت سفارتي الولايات المتحدة والبريطانية وأيضا مكاتب شركات النفط لأعمال الشغب. وتعرضت أيضا الأقلية اليهودية الليبية الصغيرة لهجوم، مما دفع باقي يهود ليبيا للهجرة منها. ثم استعادت بعد ذلك الحكومة النظام، ولكن بعد ذلك جرت محاولات لتحديث القوات المسلحة الليبية قليلة العدد والضعيفة وذلك لإصلاح بيروقراطية عاجزة بشكل فاضح تعثرت أمام معارضة المحافظون على طبيعة وسرعة الإصلاحات المقترحة.
بالرغم أن ليبيا لم تكن لاعبا قويا في رسم السياسة العربية، إلا أن دورها كان واضحا في دعم القضايا العربية. كذلك وقوفها القوي في مؤتمر القمة العربي في الخرطوم سبتمبر 1967 مع المملكة العربية السعودية والكويت وذلك بتقديمها دعم سخي من عائدات النفط لمساعدة مصر وسوريا والأردن الذين هزمتهم إسرائيل في يونيو. وطرقت إدريس لأول مرة فكرة وذلك بإتخاذ إجراءات جماعية لزيادة سعر النفط في السوق العالمية. وعلى الرغم من ذلك فقد واصلت ليبيا ارتباطها الوثيق مع الغرب، في حين قادت حكومة إدريس الاتجاه الداخلي المحافظ بالأساس.

### السياسة الداخلية
بعد تشكيل الدولة الليبية في عام 1951 حاولت حكومة إدريس -وإن لم يكتب لها ذاك النجاح القوي- تعزيز الشعور بالقومية الليبية، وتتمحور تلك القومية حول المؤسسة الملكية. وبما أن إدريس نفسه أولا وقبل كل شيء هو من برقة، فلم تكن تلك المحاولة سهلة في طرابلس. وكان أساس اهتمامه السياسي في برقة، وكان يدرك أن قوته الحقيقية -فهي أكثر وضوحا مما استمده من الدستور- تكمن بالولاء في قيادته كأمير ولاية برقة وزعيم الأسرة السنوسية. وقد واجه تعاطف إدريس واتفاقه مع الكتلة العربية المحافظة استياء ولا سيما من نخبة حضرية سياسية متزايدة تفضل عدم الانحياز، إدراكا منها لإمكانات ثروة بلادهم الطبيعية، وأدرك العديد من الليبيين بأن المصلحة تكمن في عدد السكان القليل جدا. بدأ يظهر تيار متشائم خفي من عدم الرضا عن الفساد ومخالفات الجهاز البيروقراطي سيما بين صغار ضباط القوات المسلحة الذين تأثروا بالأيديولوجية الناصرية والقومية العربية.
ازداد النفور في الجزء الأكثر اكتظاظا بالسكان في البلاد من المدن ومن جيل الشباب الليبي، فيما كان الملك ادريس يقضي وقتا أطول في قصره بطبرق قريبا من القاعدة العسكرية البريطانية. ففي يونيو 1969 غادر الملك البلاد للراحة والعلاج في اليونان وتركيا تاركا الأمير حسن السنوسي نائبا له في ليبيا.

## السكان

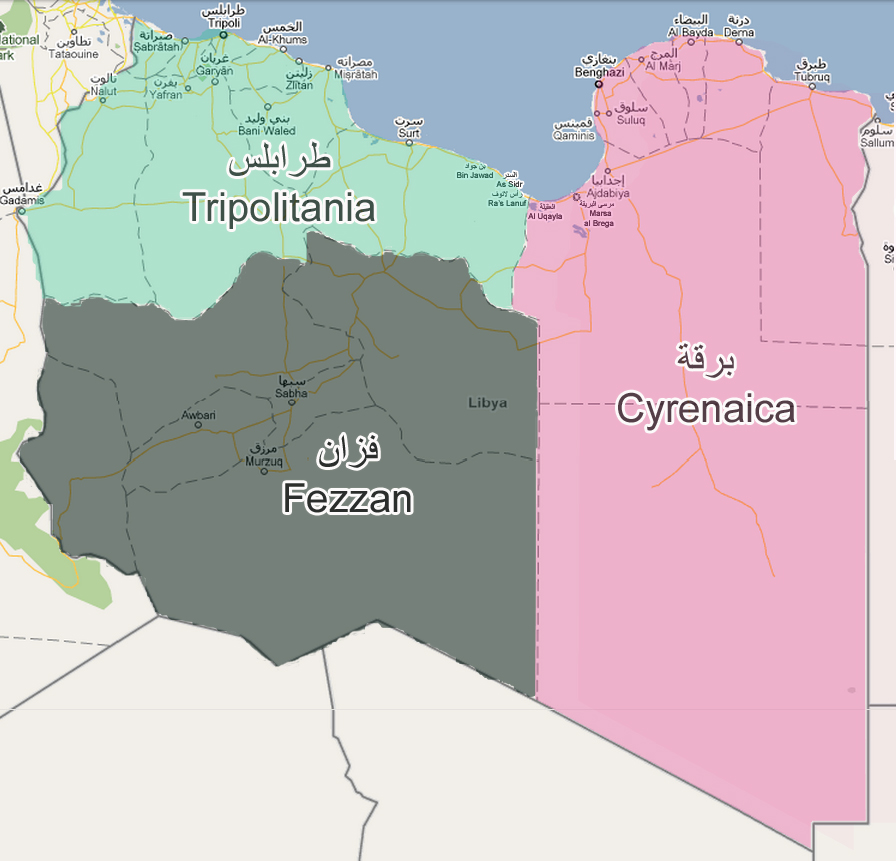
طرابلس وبرقة وفزان

حينما حصلت ليبيا على استقلالها عام 1951 كان عدد سكان المملكة قد جاوز المليون نسمة غالبيتهم في ولاية طرابلس والبقية في ولايتي برقة وفزان.
في عام 1954 أجري في ليبيا أول إحصاء رسمي للسكان وأعلنت نتائج الإحصاء في عام 1955، وبحسب الإحصاء فإن إقليم طرابس يبلغون 1,090,830 وإقليم برقه 290,328 أما فزان فنحو 54,438 نسمة.
وبعد عشر سنوات أجري التعداد الثاني في عام 1964 حيث بلغ مجموع سكان البلاد 1,559,399 نسمة وفي عام 1968 قدر عدد السكان بنحو 1,802,000 نسمة فيما أظهرت نتائج أول إحصاء بعد الأنقلاب العسكري أن عدد سكان ليبيا يبلغون 2,249,237 نسمة وقد أجري الإحصاء عام 1973 وهو ثالث إحصاء رسمي في تاريخ ليبيا.

## التقسيمات الإدارية

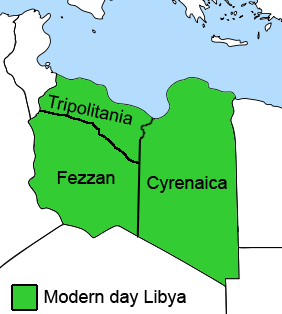
التقسيم الإداري للمملكة الليبية 1951-1963

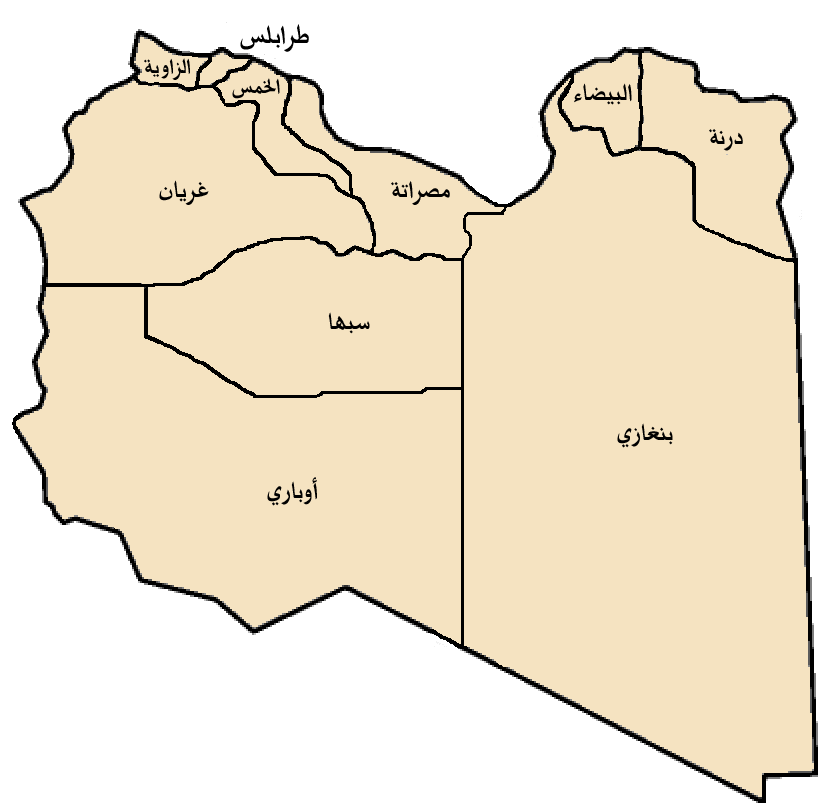
التقسيم الإداري للمملكة الليبية من عام 1963-1969

### 1963-1951
بعد استقلال المملكة الليبية المتحدة عام 1951 كانت المملكة تنقسم إلى 3 ولايات هي ولاية طرابلس وولاية برقة وولاية فزان، وتمتعت كل ولاية من الولايات الثلاث بالحكم الذاتي من خلال حكومة إقليمية إضافة إلى مجلس نيابي محلي. ولاية طرابلس هي الولاية الأكثر سكانا والأصغر مساحة من بين ولايات المملكة الليبية، أما فزان هي الولاية الأقل سكانا، في حين كانت ولاية برقة الأكبر مساحة بين ولايات المملكة الليبية المتحدة.
| الولاية      | العاصمة | المساحة     |
| ------------ | ------- | ----------- |
| ولاية طرابلس | طرابلس  | 276,000 كم² |
| ولاية برقة   | بنغازي  | 850,000 كم² |
| ولاية فزان   | سبها    | 631,000 كم² |

### إصلاحات عام 1963
بعد التعديلات الدستورية لعام 1963 تم حل الولايات الثلاث التي تتألف منها المملكة الليبية وتشكيل بدلا منها 10 محافظات جديدة هي:
- محافظة البيضاء
- محافظة الخمس
- محافظة أوباري
- محافظة الزاوية
- محافظة بنغازي
- محافظة درنة
- محافظة غريان
- محافظة مصراتة
- محافظة سبها
- محافظة طرابلس

## الاقتصاد

### الاستقلال
مع الاستقلال وتأسيس المملكة الليبية المتحدة واجهت ليبيا العديد من الصعوبات الاقتصادية وعجزا في موازنتها الأمر الذي دفع المملكة إلى الاعتماد على المساعدات الخارجية، لم يكن للمملكة أية موارد طبيعية قبل اكتشاف النفط كما أنها أفتقرت للعمالة المدربة في حين يعاني 72% من الذكور و95% من الإناث من الأمية عند الاستقلال، وبالرغم من كل التحديات الاقتصادية فقد كانت المملكة تعول على قطاعها الزراعي إذ كانت تأمل أن تضخ فيه الاستثمارات لزيادة الحاصلات الزراعية وتوسيع الرقعة الزراعية.
الرواتب والأجوار الحكومية في إقليم طرابلس تترواح بين 4,600 و11,000 ليرة طرابلسية شهريا عام 1951. أما العمال فالأجر الأدنى الذي يتقاضاه العامل غير المحترف هو 80 ليرة طرابلسية باليوم أي ما يعادل 16.7 قرش (100 قرش تعادل جنيه ليبي) في حين يحصل العامل المحترف على 104 ليرة يوميا أي 21.7 قرش، العمال غير الماهرين في القطاع الزراعي يتقاضون من 50 إلى 70 ليرة يوميا.
خلال السنة المالية 1951-1952 حصلت ليبيا على 4 ملايين دولار لدعم عجز الموازنة الليبية فيما قدم برنامج النقطة الرابعة مليون دولار أمريكي لليبيا.
وفي موازنة عام 1952-1953 قدرت الإيرادات بما لا يزيد عن 3,600,000 جنيه إسترليني يقابلها 4,984,129 جنيه نفقات عامة وقدمت المملكة المتحدة 4,200,000 دولار أمريكي لدعم عجز الموازنة فيما قدم برنامج النقطة الرابعة الأمريكي مبلغ مليون دولار أمريكي لدعم التنمية في ليبيا.
في 30 يوليو 1953 وقعت ليبيا مع المملكة المتحدة اتفاقية تعاون عسكري وقد نصت الاتفاقية على حق بريطانيا اقامة قواعد عسكرية في حدود المملكة الليبية مقابل مساعدات اقتصادية، بحيث تدفع المملكة المتحدة لحساب المملكة الليبية مبلغ 2,800,000 دولار أمريكي سنويا لأول 5 سنوات إضافة إلى مبلغ 7,700,000 دولار أمريكي سنويا لموازنة الميزانية العامة لليبيا.
في 9 سبتمبر 1954 وقعت ليبيا مع الولايات المتحدة اتفاقا تحصل الولايات المتحدة بموجبه على حقوق قاعدة عسكرية لمدة 20 عاما قابلة للتجديد مقابل 5 ملايين دولار للسنة الأولى و2 مليون دولار لكل عام بعد العام الأول. وكان أهم المنشآت الولايات المتحدة في ليبيا هي قاعدة ويلوس الجوية بالقرب من طرابلس.
في عام 1955 أقامت ليبيا علاقات دبلوماسية كاملة مع الاتحاد السوفيتي وقبلت أوراق اعتماد السفير السوفيتي في ليبيا في يناير 1955 وإن كانت قد رفضت المعونة الاقتصادية التي عرضها الاتحاد السوفيتي في العام الذي يليه (1956)، في عام 1958 قبلت ليبيا مساعدة اقتصادية سوفيتية بقيمة 28 مليون دولار أمريكي تتضمن منحة بقيمة 3 ملايين دولار لبناء مستشفيين وتدريب طواقمها الطبية في الجامعات السوفيتية.
وافق مجلس الأمم المتحدة للمساعدة التقنية وكجزء من حزمة مساعدات واسعة على تشديد رعاية برنامج المساعدات التقنية لدعم تنمية الزراعة والتعليم. فتأسست في بنغازي الجامعة الليبية في 1955 بموجب مرسوم ملكي. فساهمت في مساعدات التنمية الدول الكبرى لا سيما بريطانيا والولايات المتحدة، فحدث تحسن اقتصادي ثابت، وإن كان بوتيرة بطيئة، واستمرت ليبيا في فقرها وتخلفها معتمدة اعتمادا كبيرا على المساعدات الخارجية حتى ظهور النفط.

### الحقبة النفطية
تغير هذا الوضع فجأة تغيرا كبير في يونيو 1959 عندما اكتشف منقبوا شركة إسو (سميت لاحقا اكسون) مواقع لحقول نفط رئيسية في الزلطن ببرقة. ثم توالت الاكتشافات تباعا وبدأ أصحاب الامتياز بتسريع التنمية الاقتصادية والذي عاد 50% من الأرباح للحكومة الليبية على شكل ضرائب. وتكمن مزايا النفط الليبي في أسواق النفط ليس فقط في الكميات المتوفرة ولكن أيضا في جودة نفطها الخام. وقد ساعد التقارب بين ليبيا وأوروبا بعمل وصلة مباشرة إليها عن طريق البحر، وهو من مزايا التسويق المفيدة. وحول اكتشاف النفط واستغلاله هذا البلد الفقير ذو الكثافة السكانية المنخفضة إلى بلد غني ومستقل وبإمكانيات واسعة النطاق للتنمية. وقد شكلت تلك الفترة نقطة تحول رئيسية في التاريخ الليبي. وقد تمت في البداية الموافقة على قانون النفط الليبي سنة 1955 وعدل في 1961 ثم في 1965 لزيادة حصة الحكومة الليبية من عائدات النفط.
وبتقدم تنمية الموارد النفطية مع بداية الستينات، بدأت ليبيا أول خطة خمسية 1963-1968. ولكن تلك الثروة النفطية الجديدة جاءت بنتيجة سلبية واحدة وهو الانخفاض الحاد في الإنتاج الزراعي بسبب الإهمال. مع أن سياسة الدولة الداخلية استمرت بحالة استقرار، وظهر تشريع جديد ألغى التقسيم القديم المكون من برقة وطرابلس وفزان وقسم البلد إلى عشر محافظات جديدة، ويرأس كل منها محافظ معين. نقحت السلطة التشريعية الدستور سنة 1963 لتعكس تغيير الدولة من حكومة اتحادية إلى حكومة مركزية.